# 梵蒂冈经济

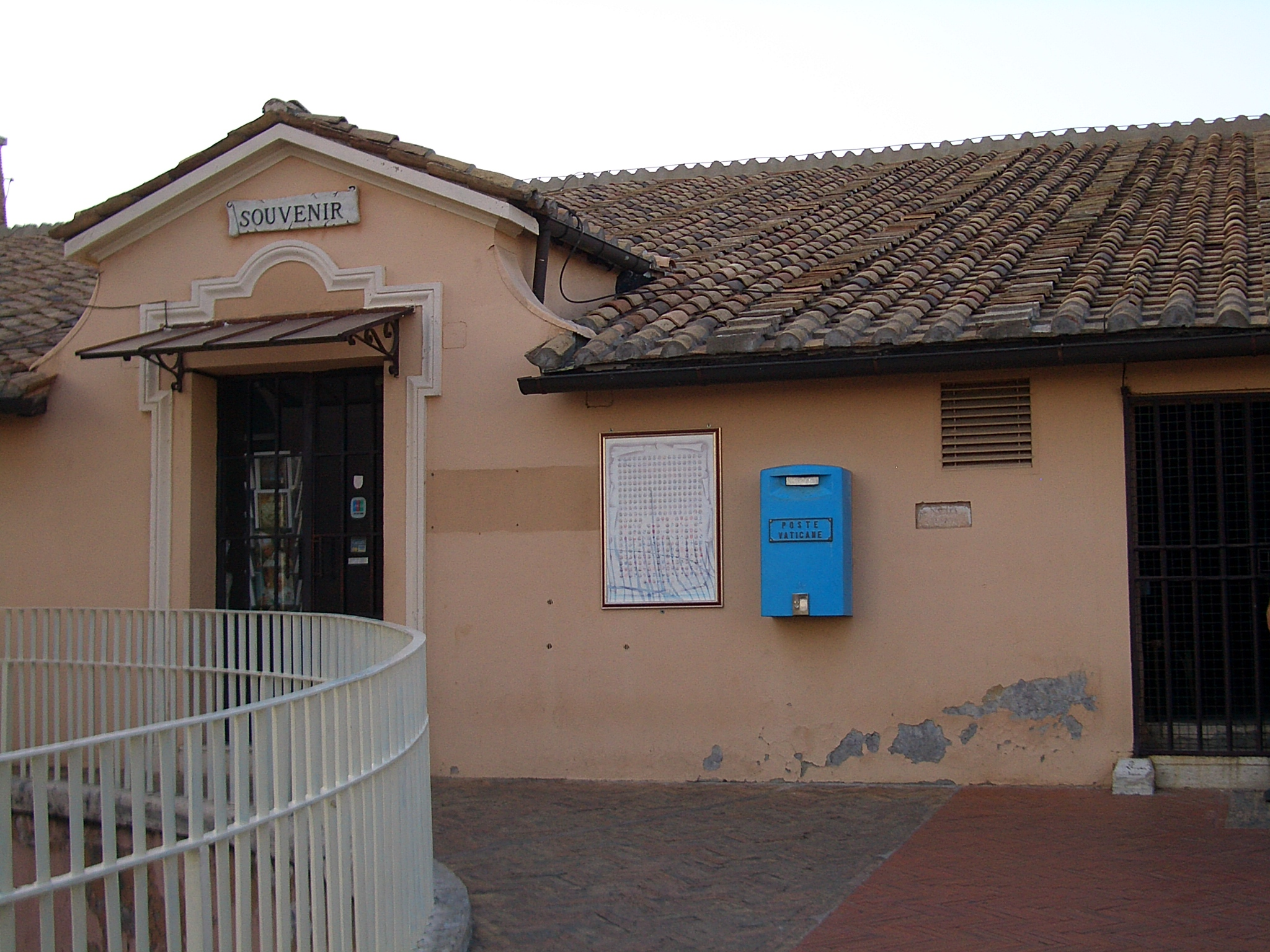
圣伯多祿大殿屋顶上的纪念品商店

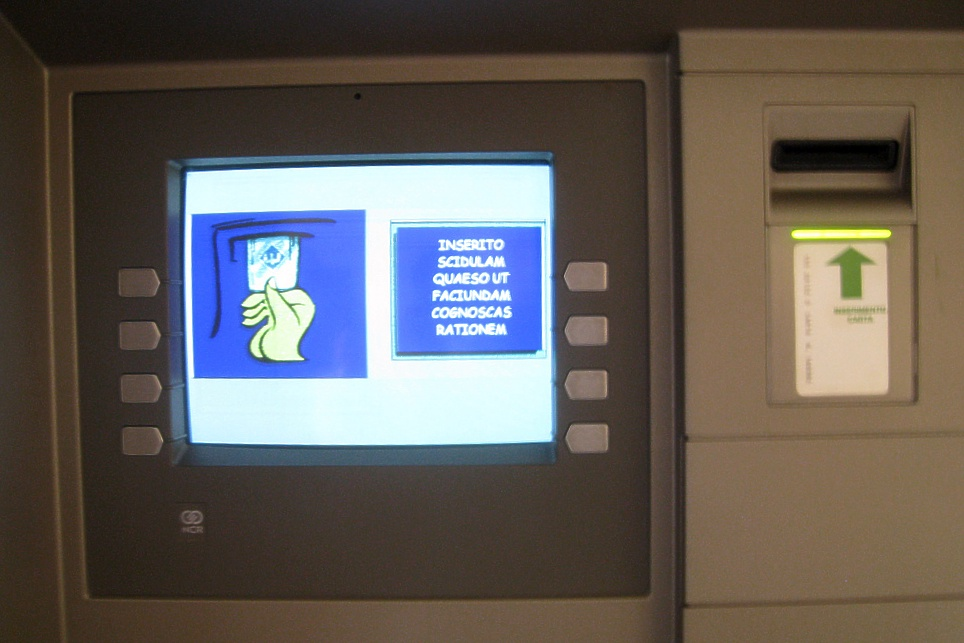
帶有拉丁文指示的梵蒂岡城的自動提款機

梵蒂冈的经济是靠出售邮票、硬币、奖章、旅游纪念品以及博物馆门票和出版物销售来支持的。梵蒂冈在2016年聘請了4822人。
梵蒂冈曾发行自己的硬币和邮票。由于与欧洲联盟的一项特别协定（理事会第1999/98号决定），它从1999年1月1日起使用欧元作为其货币。欧元硬币和纸币于2002年1月1日发行——梵蒂冈不发行欧元纸币。以欧元计价的硬币的发行受到条约的严格限制，尽管在教宗职位发生变化的这一年，允许发行的硬币比平时多一些。由于它们的稀有，梵蒂冈的欧元硬币深受收藏家的追捧。

## 关键数据
预算：
- 收入：$3.15亿（2013年）
- 支出：$3.48亿（2013年）[1]

产业：
印刷和生产少量镶嵌艺术和宗教相关制服；全球银行和金融活动。